# 豊中北出入口
豊中北出入口（とよなかきたでいりぐち）は、大阪府豊中市山ノ上町にある阪神高速道路11号池田線の出入口。環状線方面のみ接続するハーフICである。伊丹市への最寄りのICでもある。ただし、出口から走井交差点を左折できないため、伊丹方面は交差点を直進して、走井北交差点を左折して迂回する必要がある。

## 接続する道路
- 大阪府道10号大阪池田線
- 大阪府道2号大阪中央環状線　旧道。いわゆる旧中央環状線
- 兵庫県道・大阪府道99号伊丹豊中線

## 周辺
- 大阪空港（伊丹空港）
- 阪急電鉄宝塚本線岡町駅
- 豊中市立箕輪小学校
- 豊中宝山郵便局
- ガスト
- 餃子の王将
- 千里川

## 隣
阪神高速11号池田線
(11-06)加島出入口 - (11-07,11-08)豊中南出入口 - (11-09)豊中北出入口 - 大阪空港TB - (11-10)大阪空港出入口 - 蛍池JCT - (11-11)池田出入口